# ذيل الفأر الشورتي
ذيل الفأر الشورتي (الاسم العلمي: Myosurus shortii) هو نوع من النباتات يتبع جنس ذيل الفأر من الفصيلة الحوذانية     .	
سمي هذا النوع تكرماً للطبيب وعالم النبات الأمريكي تشارلز ويلكنز شورت (بالإنجليزية: Charles Wilkins Short)‏ (1794–1863).